# Martine Bègue
Pour les articles homonymes, voir Bègue.
Martine Bègue (née le 22 décembre 1969 à Saint-Benoît) est une athlète française, spécialiste du lancer du javelot.

## Biographie
Elle remporte trois titres de championne de France du lancer du javelot, en 1989, 1992 et 1993.
En 1993, elle établit un nouveau record de France du lancer du javelot avec 64,46 m.

### Palmarès
championne de France cadette en 1984 et 1985, et junior , championne de France senior en 1989
vice championne de France senior en  1990, 1991,1994,1995
record de France cadette en 1985 avec 51,46  mètres 
- Championnats de France d'athlétisme :
  - 3 fois vainqueur du lancer du javelot en 1989, 1992 et 1993.

### Records
| Épreuve                           | Performance | Lieu | Date |
| --------------------------------- | ----------- | ---- | ---- |
| Lancer du javelot (ancien modèle) | 64,46 m     |      | 1993 |